# Asmaa Naqouss
Asmaa Naqouss (en arabe : أسماء نقوس) est une judokate marocaine.

## Carrière
Asmaa Naqouss est médaillée de bronze dans la catégorie des moins de 52 kg aux Championnats d'Afrique de judo 2005 se déroulant à Port Elizabeth.